# Doug McKay (ur. 1953)
Douglas B. McKay (ur. 1 sierpnia 1953 w Hamilton) – kanadyjski hokeista grający na pozycji obrońcy, trener.

## Kariera
Doug McKay jest synem hokeisty – Douga. Karierę sportową rozpoczął w 1973 roku w drużynie uniwersyteckiej University of Guelph Gryphons, w której grał do 1974 roku. Następnym klubem w karierze McKaya był klub ligi OHASr – Cambridge Hornets, w którym do 1978 roku rozegrał 63 mecze i zdobył 28 punktów (10 bramek, 18 asyst). W międzyczasie grał w ramach wypożyczenia w klubach lig NAHL, IHL, OHASr: Muskegon Mohawks (1976), Syracuse Blazers (1976–1977) i Brantford Alexanders (1977–1978). Następnie reprezentował barwy klubu ligi NEHL – Utica Mohawks, potem klubów ligi IHL – Dayton Gems (1979–1980) i Kalamazoo Wings, którego trenerem był jego ojciec, Doug, z którym w sezonie 1979/1980 zdobył Puchar Turnera i w którym w 1980 roku w wieku 27 lat zakończył sportową karierę.

## Statystyki
| 1973-1974                | University of Guelph Gryphons | CIAU                     | –  | –  | –  | –  | –   | – | – | – | – | –  | – | –  | –  | –  |
| 1975-1976                | Cambridge Hornets             | OHASr                    | 41 | 6  | 10 | 16 | 135 | – | – | – | – | –  | – | –  | –  | –  |
| 1976-1977                | Cambridge Hornets             | OHASr                    | 5  | 0  | 3  | 3  | 14  | – | – | – | – | –  | – | –  | –  | –  |
| 1976-1977                | Syracuse Blazers              | NAHL                     | 9  | 1  | 0  | 1  | 19  | – | – | – | – | –  | – | –  | –  | –  |
| 1976-1977                | Muskegon Mohawks              | IHL                      | 16 | 3  | 2  | 5  | 22  | – | – | – | – | –  | – | –  | –  | –  |
| 1977-1978                | Cambridge Hornets             | OHASr                    | 17 | 4  | 5  | 9  | 29  | – | – | – | – | –  | – | –  | –  | –  |
| 1977-1978                | Brantford Alexanders          | OHASr                    | 13 | 1  | 2  | 3  | 14  | – | – | – | – | –  | – | –  | –  | –  |
| 1978-1979                | Utica Mohawks                 | NEHL                     | 49 | 4  | 24 | 28 | 76  | – | – | – | – | –  | – | –  | –  | –  |
| 1979-1980                | Dayton Gems                   | IHL                      | 39 | 8  | 14 | 22 | 46  | – | – | – | – | –  | – | –  | –  | –  |
| 1979-1980                | Kalamazoo Wings               | IHL                      | 15 | 1  | 5  | 6  | 46  | – | – | – | – | 17 | 3 | 10 | 13 | 19 |
| Razem w CIAU (1 sezon)   | Razem w CIAU (1 sezon)        | Razem w CIAU (1 sezon)   | –  | –  | –  | –  | –   | – | – | – | – | –  | – | –  | –  | –  |
| Razem w OHASr (3 sezony) | Razem w OHASr (3 sezony)      | Razem w OHASr (3 sezony) | 76 | 11 | 20 | 31 | 192 | – | – | – | – | –  | – | –  | –  | –  |
| Razem w NAHL (1 sezon)   | Razem w NAHL (1 sezon)        | Razem w NAHL (1 sezon)   | 9  | 1  | 0  | 1  | 19  | – | – | – | – | –  | – | –  | –  | –  |
| Razem w IHL (2 sezony)   | Razem w IHL (2 sezony)        | Razem w IHL (2 sezony)   | 70 | 12 | 21 | 33 | 114 | – | – | – | – | 17 | 3 | 10 | 13 | 19 |
| Razem w NEHL (1 sezon)   | Razem w NEHL (1 sezon)        | Razem w NEHL (1 sezon)   | 49 | 4  | 24 | 28 | 76  | – | – | – | – | –  | – | –  | –  | –  |

## Kariera trenerska
Doug McKay po zakończeniu kariery zawodniczej rozpoczął w 1980 roku karierę trenerską we włoskim SG Cortina, którego trenował do 1981 roku. Następnie wrócił za ocean, gdzie najpierw był asystentem Mike’a Nykoluka w klubie ligi NHL – Toronto Maple Leafs, a potem był trenerem klubów ligi IHL: Muskegon Mohawks (1982–1984) i Flint Spirits (1985–1986). W latach 1988–1989 pracował w klubie ligi NHL – New Jersey Devils, gdzie był asystentem Douga Carpentera i Jima Schoenfelda, potem został trenerem klubu ligi AHL – Binghamton Whalers, z którego odszedł po sezonie 1989/1990 z powodu braku awansu klubu do fazy play-off.
Następnie wyjechał do Holandii trenować Peter Langhout Utrecht, z którym w sezonie 1990/1991 zdobył mistrzostwo kraju. Potem wyjechał na Wyspy Brytyjskie, gdzie został trenerem Blackburn Hawks – zespołu Division One British Hockey League, z którego odszedł w trakcie sezonu 1991/1992. Potem wrócił do Holandii, gdzie w latach 1992–1994 trenował Gunco Panda’s Rotterdam, który pod wodzą McKaya kończył rozgrywki Eredivisie na półfinale. W styczniu 1995 roku został trenerem występującego w Nationalliga B – HC Ajoie, z którym najpierw spadł z ligi w sezonie 1994/1995, jednak po roku gry w niższej lidze w sezonie 1995/1996 ponownie awansował do Nationalliga B. W sezonie 1996/1997 trenował Lausanne HC występującego w Nationalliga B, a w sezonie 1997/1998 trenował włoski HC Merano. Następnie pracował w występującym w National League A – EHC Kloten, gdzie był asystentem trenera, jednak dnia 25 września 1998 roku zrezygnował z tego stanowiska, by w sezonie 1998/1999 trenować zespół Nationalliga B – HC Martigny.
Potem był trenerem klubów: holenderskiego Boretti Tigers Amsterdam (1999–2001), włoskiego Ritten Renon (2003–2004), ligi ECHL – Trenton Titans (2005–2006), włoskich SG Cortina (2006–2007), HC Bolzano (2007–2008), ponownie SG Cortina (2009–2011), HC Merano (2011–2013) oraz duńskiego Rungsted Ishockey (2013–2014).
Dnia 9 listopada 2016 roku został trenerem występującego w Polskiej Hokej Lidze Orlika Opole, gdzie zastąpił na tym stanowisku swojego rodaka – Jasona Morgana. Pod wodzą McKaya zespół zakończył rozgrywki ligowe w sezonie 2016/2017 na 5. miejscu, a McKay po sezonie odszedł ze stanowiska.
Od 24 sierpnia do 14 listopada 2018 roku Doug McKay prowadził klub ligi EIHL – Milton Keynes Lightning.

## Sukcesy
Zawodnicze
- Turner Cup: 1980 z Kalamazoo Wings

Szkoleniowe
- Złoty medal mistrzostw Holandii: 1991 z Peter Langhout Utrecht
- Awans do National League B: 1996 z HC Ajoie